# Jöns Budde
Jöns Andersson Budde, även Jönes Ræk, var en svenskbirgittinmunk i Nådendals kloster, dåvarande svenska Finland, och författare. Budde var verksam vid klostret mellan 1462 och 1491.

## Biografi
Mycket lite är känt om Jöns Budde. Han kallade sig i originalhandskrifterna Jönes Budde eller Jönes Ræk, och meddelar att fadern hette Anders. Troligen talade Jöns Budde mellanösterbottniska, en föregångare till dagens Vörådialekt.

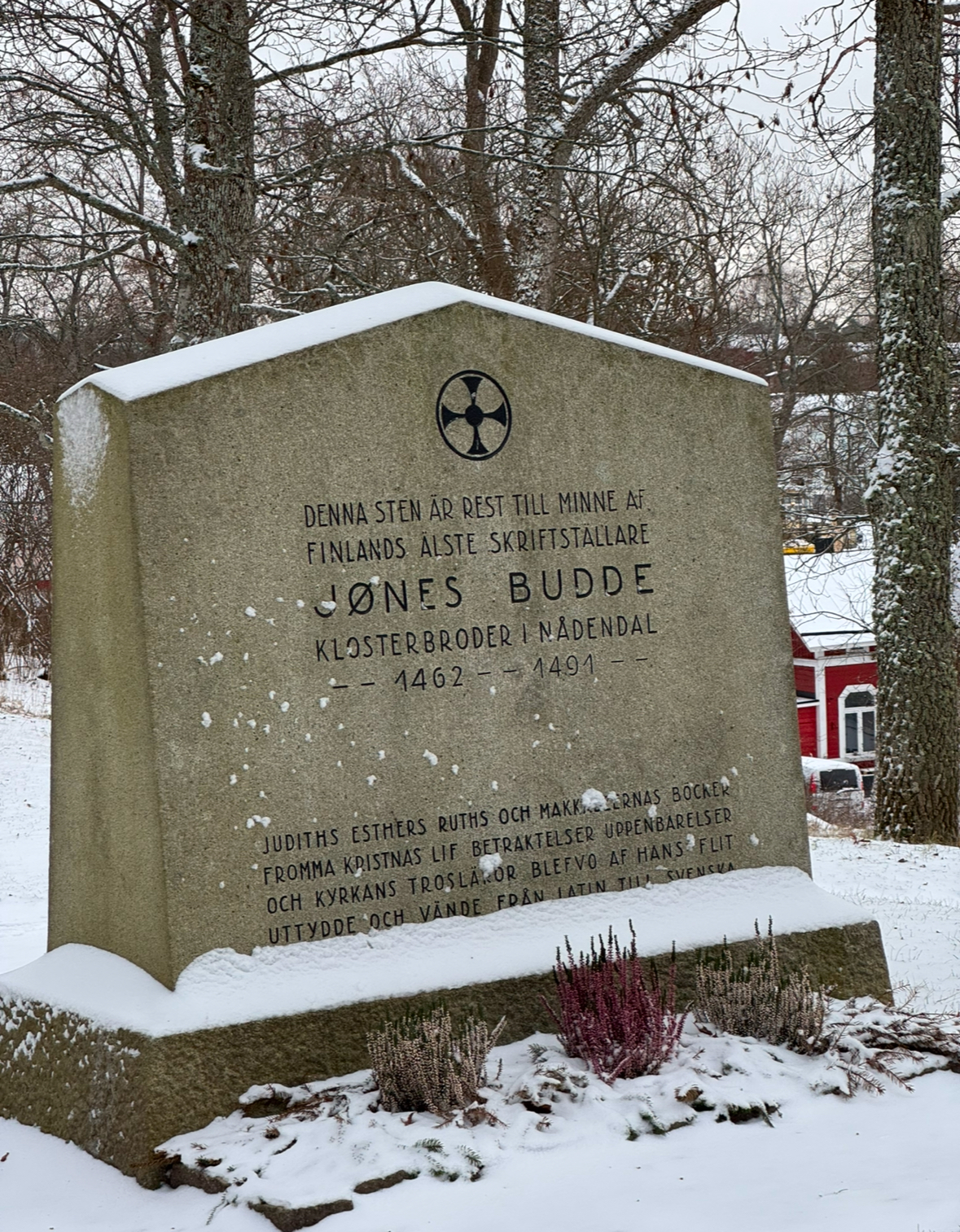
Minnessten över Jöns Budde vid Nådendals kyrka.

Jöns Budde översatte till svenska och återberättade helgonlegender såsom Viridarium celeste sancte Birgitte och Själens kloster. Efter Jöns Budde finns hans egenhändigt skrivna volym, Jöns Buddes bok, innehållande översättningar av Lucidarius, Sankt Bernhards betraktelser, Sankta Justina och trollkarlen Cyrpianus, Tundalus, Guidos själs uppenbarelse, Den usla biskopen Udo och Heliga fru Karin med mera. Budde översatte några av Gamla testamentets böcker till svenska: Ruts, Judits och Esters bok, samt Mackabéerböckerna.